# Барним (возвышенность)

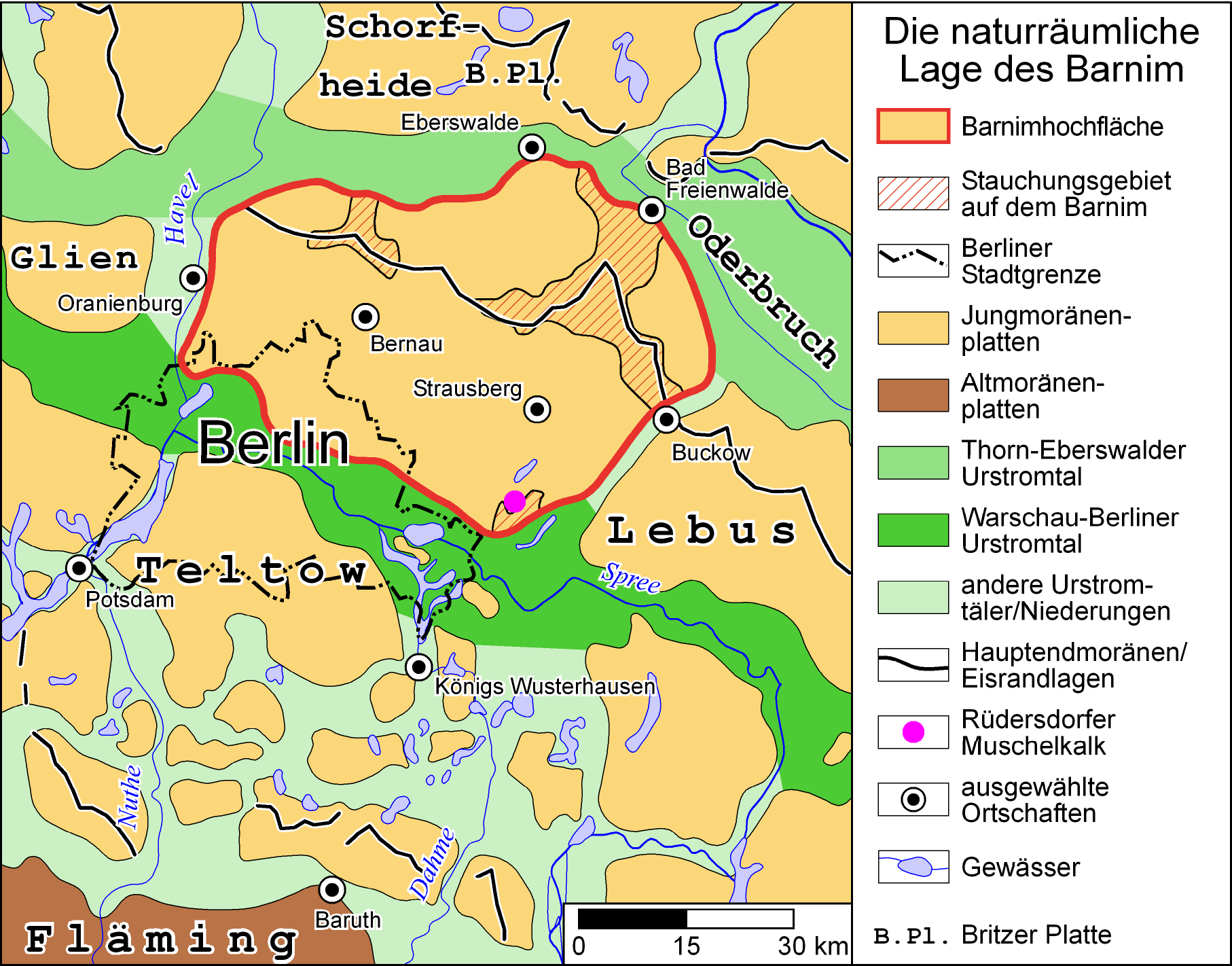
Барним

Ба́рним (нем. Barnim) — моренная возвышенность на территории Бранденбурга и северо-восточного Берлина.
Барним — часть образованной в ледниковом периоде зоны бранденбургских плит и древней долины стока. Он состоит из морен и зандра.